# 葉世倬
葉世倬（1752年—1823年），字子雲，號健庵，江蘇上元人，中國清朝官員。
他於嘉慶二十五年（1820年）奉旨接替蓋方泌擔任按察使銜分巡台灣兵備道，為台灣清治時期這階段的地方統治者。
| 前任： 蓋方泌 | 按察使銜分巡台灣兵備道 1820年上任 | 繼任： 毛鼎亨 |